# Elizabeth Bates
Pour les articles homonymes, voir Bates.
Elizabeth Ann Bates, née le 26 juillet 1947 et morte le 13 décembre 2003, est professeure de sciences cognitives à l'université de Californie à San Diego. Elle est spécialiste de l'acquisition du langage chez l'enfant, en psycholinguistique, en aphasie et en bases neurologiques du langage.

## Biographie
Elizabeth Bates obtient un B.A. à l'université de Saint-Louis en 1968 et une master (1971) et un doctorat en psychologie du développement (1974) à l'université de Chicago.
Elle est professeure titulaire à l'Université du Colorado à Boulder de 1974 à 1981 avant de rejoindre la faculté de l'université de Californie à San Diego, où elle travaille jusqu'à la fin de 2003,,. Bates est l'une des fondatrices du département des sciences cognitives de l'UCSD, le premier département du genre aux États-Unis. Elle est également directrice du Centre de recherche sur le langage de l'UCSD et codirectrice du San Diego State University/UCSD Joint Doctoral Program in Language and Communication Disorders. Bates est également professeure invitée à l'université de Californie, Berkeley en 1976-1977 et à l'Institut de psychologie du Conseil national de recherches à Rome.

## Activités de recherche
Elle s'intéresse au développement de l'enfant, acquisition du langage, recherche sur l'aphasie, recherche interlinguistique, bilinguisme, psycholinguistique et leurs fondements neuronaux,. Le Fonds de recherche pour les diplômés Elizabeth Bates a été créé à l'UCSD en sa mémoire pour aider la recherche des étudiants diplômés.
Elle a publié plusieurs ouvrages et articles dans ces domaines.
Bates estime que les connaissances linguistiques sont distribuées dans tout le cerveau et sont remplacées par des processus cognitifs et neurologiques généraux[pas clair][réf. souhaitée].
Elizabeth Bates meurt le 13 décembre 2003, après une année de lutte contre un cancer du pancréas.

## Publications
- Language and Context, 1976